# Općina Sveta Ana
Općina Sveta Ana (slo.:Občina Sveta Ana) je općina u sjevernoj Sloveniji u pokrajini Štajerskoj i statističkoj regiji Podravskoj. Središte općine je naselje Sveta Ana v Slovenskih goricah sa 143 stanovnika. 

## Zemljopis
Općina Sveta Ana nalazi se u sjevernom dijelu Slovenije. Općina se nalazi na Slovenskim Goricama.
U općini vlada umjereno kontinentalna klima. U općini ima samo manji vodotoka, koji su u slivu rijeke Mure.

## Naselja u općini
Dražen Vrh, Froleh, Kremberk, Krivi Vrh, Ledinek, Rožengrunt, Sv. Ana v Slovenskih Goricah, Zgornja Bačkova, Zgornja Ročica, Zgornja Ščavnica, Žice

## Vanjske poveznice
- Službena stranica općina